# 콘솔 (단말 에뮬레이터)
콘솔(Konsole)은 KDE 애플리케이션의 일부인 자유-오픈 소스 단말 에뮬레이터이며 KDE 데스크톱 환경에 포함되어 있다. 콘솔의 원 개발자는 Lars Doelle이다. GNU 2.0 이상, GNU 자유 문서 사용 허가서로 라이선스된다.
돌핀, 케이트, KDevelop, Kile, Konversation, 캉커러, Krusader를 포함하는 KDE 애플리케이션들은 콘솔을 사용하여 Kpart를 통해 임베디드 터미널 기능을 제공한다.

## 같이 보기
- 단말 에뮬레이터 목록
- KDE
- KDE 플라스마 5
- KDE 네온
- KDE 프레임워크
- 배시 (유닉스 셸)
- 돌핀 (파일 관리자)
- KDevelop